# Явар Денис Євгенович
Дени́с Євге́нович Явар — майор Збройних сил України; учасник російсько-української війни.

## Життєпис
З дитинства займався спортом, як футболіст 2002 року виступав на чемпіонаті України (ДЮФЛ) за ДЮСШ «Юність» (Чернігів).
2007 року закінчив Сумське вище артилерійське командне училище.
Восени 2014 року капітан Денис Явар — командир окремої гаубичної артилерійської батареї Д-30, 25-а повітряно-десантна бригада. При здійсненні маршу підрозділ зайняв позиції під Юнокомунарівськом для прикриття головної колони десантників. Після розгортання підрозділу капітан Явар спостеріг на горі два мінометні розрахунки терористів. Після короткого корегування гармаші вдарили по терористах прямою наводкою.
Під селищем Комунар влучним вогнем гармашів батареї Д-30 повністю знищено штаб терористів, у відповідь почався обстріл українських позицій із «Градів». Під час обстрілу розвідник-далекомірник рядовий Дмитро Приходько врятував старшого офіцера батареї капітана Романа Марчукова, сам же загинув.
Під час зайняття однієї вогневої позиції батарею Д-30 почав обстрілювати ворожий снайпер, що діяв у парі з кулеметником. Підрозділ капітана Віталія Сердюка їх швидко виявив, одним гарматним залпом терористів знищено.
Залучався до операцій з визволення населених пунктів Рубіжне, Красний Лиман, Слов'янськ, Краматорськ, Дебальцеве, Шахтарськ, Нижня Кринка.
З 17 січня 2015 року боронив Донецький аеропорт. Вогнем його батареї знищено 2 системи залпового вогню БМ-21 «Град», 2 броньовані автомобілі; значну кількість особового складу противника.

## Нагороди
За особисту мужність і високий професіоналізм, виявлені у захисті державного суверенітету та територіальної цілісності України, вірність військовій присязі, відзначений — нагороджений
- орденом Богдана Хмельницького III ступеня (3.7.2015).